# スコルト・サーミ語
スコルト・サーミ語（スコルト・サーミご、スコルト・サーミ語: sääʹmǩiõll、英: Skolt Sami language）はサーミ語の一つである。フィンランドでは、おもにセベッティヤルビ（セヴェッティヤールヴィ）で話されており、その話者数は約400人である。ロシアのロヴォゼロ湖周辺にも約20人から30人ほどNjuõʹttjäuʹrr (Notozero) 方言を話す人がいる。

## 言語名別称
- Saami, Skolt
- Kolta
- Koltta
- Lapp
- Lopar
- Russian Lapp
- Saame
- Same
- Skolt Lappish